# Segovci
Segovci je jednou z 21 vesnic, které tvoří občinu Apače ve Slovinsku. Ve vesnici v roce 2002 žilo 311 obyvatel.

## Poloha, popis
Rozkládá se v Pomurském regionu na severovýchodě Slovinska. Její rozloha je 4,25 km²[zdroj?] a rozkládá se v nadmořské výšce zhruba od 215 do 240 m. Při severním okraji sousedí s Rakouskem. Hranici zde tvoří řeka Mura. Vesnice je vzdálena zhruba 1 km východně od Apače, střediskové obce občiny.
Sousedními vesnicemi jsou: Lutverci na východě, Plitvica a Lešane na jihu, na západě pak Črnci a středisková obec Apače.